# Diamonds Are Forever (film)
Diamonds Are Forever is de zevende James Bondfilm geproduceerd door EON Productions, met Sean Connery als James Bond. De film is uitgebracht in 1971. Hij is gebaseerd op de gelijknamige roman uit 1956 van Ian Fleming. Echter, de makers van de film hebben zich maar in beperkte mate gehouden aan de verhaallijn uit de roman. 
Het was de laatste EON-Bondfilm met Connery als James Bond. Connery zou later nog twee keer in de rol van Bond kruipen; in 1983 in de niet-EON-Bondfilm Never Say Never Again en in 2005 voor een computerspel, dat gebaseerd was op From Russia with Love.

## Samenvatting

### Proloog
In de proloog van de film is Bond op zoek naar Ernst Stavro Blofeld, om wraak op hem te nemen. Na een zoektocht in alle hoeken van de wereld weet hij Blofeld, die bezig was om een dubbelganger te creëren, te vermoorden. James vermoordt hem door hem aan een brancard vast te maken en hem vervolgens in gesmolten goud te duwen, waardoor hij overlijdt.

### Verhaal
Als MI6 ingelicht wordt over een wereldwijde diamantensmokkel, die de diamantmarkt ernstig dreigt te beroeren, wordt James Bond op onderzoek uit gestuurd. Intussen worden in Zuid-Afrika de leden van de smokkelring echter een voor een vermoord door het sadistische koppel Mr. Wint en Mr. Kidd.
Bond neemt de identiteit van de smokkelaar Peter Franks over en neemt contact op met Tiffany Case in Amsterdam.
Zij is degene voor wie hij de diamanten van Amsterdam naar de VS moet smokkelen en overdragen aan de contactpersoon aldaar. De problemen beginnen als de echte smokkelaar opduikt en een gevecht met Bond begint. Bond wint dit gevecht en verstopt zijn portefeuille in deze man zijn binnenzak, zodat Tiffany denkt dat de dode man James Bond is. De diamanten worden in het lijk verstopt en, met enige hulp van Felix Leiter, in de VS overgedragen aan de CIA. Om geen argwaan te wekken smokkelt Bond valse diamanten naar de volgende halte in de smokkellijn: een crematorium. Wint en Kidd proberen Bond levend te cremeren, maar als de volgende smokkelaar, Shady Tree, ontdekt dat de diamanten vals zijn gaan hij en de chef van het crematorium Bond zoeken en redden hem zo.
Bond gaat naar Las Vegas, waar Tree als komiek werkt. Maar dan wordt Tree ook vermoord door Wint en Kidd. Na een mislukt liefdesavontuur met ene Plenty O'Toole ontmoet Bond Tiffany weer. Tiffany ontdekt dat Bond een infiltrant is, maar als ze een aanslag overleeft (Plenty wordt in haar plaats gedood) besluit ze Bonds kant te kiezen. Bond ontdekt dat een geheimzinnig laboratorium in de woestijn van Nevada waarschijnlijk de eindhalte van de smokkellijn is. Bond ontsnapt in een maanbuggy en wordt door Tiffany weer naar de stad gebracht. Het laboratorium was eigendom van de excentrieke zakenman Willard Whyte, die in het penthouse boven zijn casino woont, maar al vijf jaar niet meer hiervandaan gekomen is.
Bond dringt Whytes penthouse binnen en komt tot de ontdekking dat Whyte ontvoerd is en niemand minder dan SPECTRE Nr 1, Ernst Stavro Blofeld, zijn plaats heeft overgenomen. De door Bond vermoorde man was ook een dubbelganger. Sterker nog: Bond staat tegenover twee Blofelds, en vermoordt net de verkeerde.
Bond mag van Blofeld vertrekken maar wordt in de lift verdoofd met gas. Wint en Kidd stoppen hem in een pijplijn die in de woestijngrond begraven wordt, maar Bond ontsnapt. Met versterking van de CIA en Q weet Bond met een stemvervormer (zoals Blofeld gebruikt om voor Whyte door te gaan) contact met Blofeld te leggen als zijn handlanger Bert Saxby, waardoor hij erachter komt waar Whyte gevangen zit. Whyte wordt gered, maar Blofeld ontsnapt uit Las Vegas en ontvoert Tiffany hierbij. Dan blijkt dat Blofeld de Whyte Group gebruikt heeft om met de diamanten een lasersatelliet te maken. Blofeld vernietigt hiermee diverse militaire kerninstallaties van de Russen, Amerikanen en Chinezen. Hierna stuurt hij een ultimatum uit dat de hoogste bieder gespaard zal blijven.
Bond ontdekt Blofeld op een booreiland in de Californische golf. Bond slaagt erin om met Tiffany de cassette met de codes van de satelliet te verwisselen. Onder leiding van Leiter en Whyte wordt het booreiland aangevallen. Blofeld probeert te ontsnappen in een kleine duikboot, maar Bond kaapt de hijskraan met de duikboot eraan en smijt de duikboot zo tegen de controlekamer van de satelliet, waarna het booreiland de lucht in vliegt. Blofeld overleeft de explosie op miraculeuze wijze toch nog.
Nu de missie volbracht is nemen Bond en Tiffany een cruise op een schip van Whyte. Wint en Kidd, vermomd als obers, trachten hen alsnog op culinaire wijze om te brengen, maar vinden hier zelf hun einde in.

## Oorsprong titel
De titel Diamonds Are Forever komt van het gelijknamige boek van Ian Fleming. De film gaat over diamantsmokkel.

## Filmlocaties
- Japan
- Caïro, Egypte
- Pinewood Studios in Londen, Engeland
- De haven van Dover in Engeland
- Amsterdamse grachten in Nederland
- De Magere Brug, Amsterdam in Nederland
- Reguliersgracht 36, Amsterdam in Nederland
- Los Angeles International Airport van Los Angeles, Verenigde Staten
- Elrod House in Palm Springs, Californië, Verenigde Staten
- Riviera Hotel in Las Vegas, Verenigde Staten
- Parkeerplaats Universal Studios Los Angeles, Verenigde Staten
- Circus Circus hotel in Las Vegas,Verenigde Staten
- International Hotel in Las Vegas,Verenigde Staten (tegenwoordig Las Vegas Hilton)
- Pabco Gypsum in Las Vegas, Verenigde Staten
- The Palm Mortuary and Cemetary in Henderson, Nevada (Verenigde Staten)

## Rolverdeling
| Acteur           | Personage                   |
| ---------------- | --------------------------- |
| Sean Connery     | James Bond                  |
| Bernard Lee      | M                           |
| Lois Maxwell     | Miss Moneypenny             |
| Desmond Llewelyn | Q                           |
| Jill St. John    | Tiffany Case                |
| Charles Gray     | Ernst Stavro Blofeld        |
| Lana Wood        | Plenty O'Toole              |
| Jimmy Dean       | Willard Whyte               |
| Bruce Cabot      | Albert R. 'Bert' Saxby      |
| Putter Smith     | Mr. Kidd                    |
| Bruce Glover     | Mr. Wint                    |
| Norman Burton    | Felix Leiter                |
| Lola Larson      | Bambi (onvermeld)           |
| Trina Parks      | Thumper (onvermeld)         |
| Joseph Fürst     | Dr. Metz (als Joseph Furst) |
| Leonard Barr     | Shady Tree                  |
| Joe Robinson     | Peter Franks                |

## Achtergronden
- De makers van de film hadden een overeenkomst gesloten met Ford. Bijna elke auto in de film is daarom van Ford.
- De film is opgenomen in Groot-Brittannië, Verenigde Staten, Frankrijk, Nederland en Duitsland.
- Oorspronkelijk zou acteur John Gavin de rol van Bond op zich nemen. Medewerker van distributeur United Artists David Picker was het hier niet mee eens. Hij wilde dat Connery de rol van Bond opnieuw zou spelen. Hierbij zou geld geen rol spelen. Uiteindelijk verdiende Connery twee miljoen dollar voor zijn rol. Omgerekend naar het heden (2006) komt dit neer op 20 miljoen dollar.
- Het oorspronkelijke idee was dat de slechterik in deze film de tweelingbroer van Auric Goldfinger zou zijn, en dat Gert Fröbe deze rol ook zou spelen. Het plan werd veranderd nadat Albert R. Broccoli droomde dat hij op bezoek zou gaan bij zijn vriend Howard Hughes, maar in diens appartement iemand anders aantrof. Willard Whyte is dan ook op Howard Hughes gebaseerd.
- De rol van Ernst Stavro Blofeld werd gespeeld door Charles Gray. Deze acteur speelde ook al in de film You Only Live Twice maar daar was hij juist een bondgenoot van Bond.
- Personage Willard Whyte zegt in de film dat de eerste laser werd gemaakt met behulp van een diamant. Echter, uitvinder Theodore H. Maiman gebruikte een synthetisch robijn.
- De film bracht $116.000.000 op.

### Boek en film
Het boek werd oorspronkelijk gezien als een van de mindere. Slechts enkele zaken eruit haalden de film, namelijk:
- de bondgirl Tiffany Case, hoewel met rood in plaats van blond haar;
- de sadistische schurken Wint en Kidd. In de roman wordt gespeculeerd over hun homoseksualiteit terwijl er in de film zeer sterke implicaties lijken. Zo maakt Mr. Kidd de opmerking 'Ms. Case is zeer aantrekkelijk', waarna hij een geschrokken blik van Mr. Wint krijgt. Hierop voegt Kidd de woorden 'voor een vrouw' toe, waarna Wint hem met een opgeluchte zwijmelende blik aankijkt. In hun allereerste scène lopen ze hand in hand het beeld uit en ook becommentariëren ze op Kwik, Kwek en Kwak-achtige wijze (de een begint, de ander maakt af) situaties.
- de diamantsmokkel vanuit Afrika, met behulp van een tandarts;
- een modderbad-scène, hoewel heel anders dan in de roman.

## Muziek
De filmmuziek werd gecomponeerd door John Barry en Barry schreef samen met Don Black aan de titelsong "Diamonds Are Forever" die gezongen werd door Shirley Bassey. Voor Bassey was dit haar tweede Bond titelsong na "Goldfinger". Deze muziek werd op een soundtrackalbum uitgebracht door United Artists Records.

## Trivia
- Merho, de tekenaar en schrijver van de alom bekende Kiekeboe-stripverhalen, liet zich door deze film inspireren. In het album nr. 28, Over Koetjes en Kalfjes, imiteerde de tekenaar immers de gevechtsscène waarin Bond vecht tegen twee vrouwen in bikini. In de strip verving Merho James Bond door Kiekeboe.
- In de scène in Amsterdam, waar Bond 's avonds Peter Franks tegen het lijf loopt en zich als een toevallige passant voordoet, begroet Bond Franks in het Duits in plaats van in het Nederlands.
- Sammy Davis jr. had  een cameo-optreden in de film, maar die werd eruit geknipt. De scène is echter wel te zien op de verwijderde scènes van de dvd van Diamonds Are Forever.
- De opnames in het crematorium en de crematie van James Bond. Dus de laatste dag dat Connery James Bond speelde voor EON Productions was toevallig op vrijdag 13 augustus 1971.
- De ontsnapping van Bond door middel van een "Maan Set" met maanlanding verwijst naar de populaire samenzweringstheorie van de tijd dat de echte maanlandingen werden nagebootst.